# امامزاده شیر مرد
امامزاده شیر مرد مربوط به دوران‌های تاریخی پس از اسلام است و در شهرستان ممسنی، روستای عالیوند واقع شده و این اثر در تاریخ ۲۵ اسفند ۱۳۷۹ با شمارهٔ ثبت ۳۰۶۸ به‌عنوان یکی از آثار ملی ایران به ثبت رسیده است.